# النهضه، حماة
النهضه (به عربی: النهضة) یک روستا در سوریه است که در ناحیه مرکزی مصیاف واقع شده‌است. النهضه ۵۹۸ نفر جمعیت دارد.